# Mircea Băltescu
Mircea Băltescu (n. 31 martie 1929, Cluj - d. 29 noiembrie 1973, Brașov) a fost un istoric român. 

## Viața și activitatea
Mircea Băltescu s-a născut în 31 martie 1929 la Cluj, locul în care își va finaliza și studiile superioare în 1953. Imediat după terminarea lor își începe activitatea didactică drept profesor secundar la Sighișoara între 1954 și 1969. Ulterior, se mută la Brașov, unde în perioada anilor 1969-1972 va ocupa postul de director al Muzeului Județean Brașov. Până la decesul său, survenit în 1973, el va profesa în calitate de dascăl la Brașov. 
Cercetarea istorică și-a desfășurat-o mai ales în zona trecutul Transilvaniei, concentrându-se pe viața orașului Brașov în epoca modernă și contemporană. S-a aplecat și asupra studiului anumitor personalități politice și culturale marcante din istoria Transilvaniei.

## Opera
Listă cu lucrările sale cele mai semnificative: 
- Contribuții la istoricul „Reunii Femeilor Române” din Brașov în vol. Culegere de studii și cercetări. Muzeul Național Brașov., 1967, p.191-211.
- Contribuții privind lupta național-politică a lui Pompiliu Dan în Cumidava, II, 1968, p. 233-282.
- Valeriu Braniște ziarist în vol. Omagiu lui Valeriu Braniște, Brașov, 1968, p.35-59.
- Dr. Aurel Mureșianu și „Gazeta Transilvaniei în vol. 130 de ani de la apariția „Gazetei Transilvaniei, Brașov, 1969, p.115-160.
- Contribuția lui George Moroianu la făurirea statului român unitar în Cumidava, IV, 1970, p. 217-247.
- Charta rotundă” (1893), o tribună de luptă a tinerimii universitare pentru unitatea națională în Cumidava, V, 1971, p. 189-220.